# Baciro Candé
Baciro Candé (né le 6 avril 1967 à Catió à l'époque en Guinée portugaise et aujourd'hui en Guinée-Bissau) est un joueur de football international bissaoguinéen, qui évoluait au poste de défenseur, avant de devenir ensuite entraîneur.

## Palmarès
Sporting Clube de Bissau
- Championnat de Guinée-Bissau (1) :
  - Champion : 2010.